# Won't somebody dance with me
Won’t somebody dance with me is een single van Lynsey de Paul.

## Geschiedenis
De single is niet afkomstig van een van Lynsey de Pauls reguliere albums. Het is de middelste van de drie hits, die De Paul in Nederland had. Ze werd in 1972 voorafgegaan door Sugar me (haar grootste hit) en in 1974 opgevolgd door Ooh I do. Het lied voerde De Paul terug naar haar jeugd, waarbij ze door haar vader mishandeld werd. Het arrangement was van Christopher Gunning, later een componist van klassieke muziek.
Won’t somebody dance with me is een romantisch liedje, waarbij De Paul als "muurbloempje" optreedt. Het bracht haar een Ivor Novello Award. Het lied kwam voor in de film The Big Sleep en in een van de afleveringen van The Muppet Show. Ook was het te zien in de Mickey Mouse Club.
Het nummer is ook in verschillende versies opgenomen en gemixt. De Nederlandse versie is helaas alleen op vinyl uitgebracht. De huidige, in omloop zijnde, versie is niet de originele versie die in Nederland een hit was.
Een aantal artiesten, onder wie Petula Clark en Lena Zavaroni, brachten een cover uit. Het verscheen daarbij ook in het Frans (Je voudrais tant danser van Martine Tourell) en Deens (Hvem danser en dans med mig van Maria Stenz en Jesper Klein). Voor Nederland nam Piet Noordijk, de saxofonist, een instrumentale versie op voor zijn coveralbum Prototype.
Lynsey de Paul zat tijdens de opnamen zelf overigens niet zonder "vrienden". Eerst was ze bevriend met Roy Wood van The Move en vervolgens had ze een kortstondige verhouding met Ringo Starr.

## Hitnoteringen
Lynsey de Paul scoorde alleen in Nederland, Ierland en het Verenigd Koninkrijk een hitje met Won’t somebody dance with me. In Engeland stond het zeven weken in de hitparade, hoogste notering plaats veertien. Ze had daar zeven hits.

### Nederlandse Top 40
| Positie: | 35 | 23 | 17 | 17 | 35 | uit |

### Hilversum 3 Top 30 / Daverende Dertig
| Positie: | 27 | 21 | 21 | 24 | uit |

### NPO Radio 2 Top 2000
| Nummer met noteringen in de NPO Radio 2 Top 2000 | '99  | '00 | '01  |
| ------------------------------------------------ | ---- | --- | ---- |
| Won't Somebody Dance with Me                     | 1995 | -   | 1747 |

1. ↑  Een '-' betekent dat het nummer niet was genoteerd en een vetgedrukt getal geeft de hoogste notering aan.
2. ↑  Deze tabel is bijgewerkt tot en met de laatste editie (2024).